# Arriba (Colorado)
Arriba é uma cidade  localizada no estado americano de Colorado, no Condado de Lincoln.

## Demografia
Segundo o censo americano de 2000, a sua população era de 244 habitantes. 
Em 2006, foi estimada uma população de 217, um decréscimo de 27 (-11.1%).

## Geografia
De acordo com o United States Census Bureau tem uma área de 
1,2 km², dos quais 1,2 km² cobertos por terra e 0,0 km² cobertos por água. Arriba localiza-se a aproximadamente 1597 m acima do nível do mar.

## Localidades na vizinhança
O diagrama seguinte representa as localidades num raio de 40 km ao redor de Arriba. 